# 木子 (卓球選手)
木子（ぼく し、拼音:Mù Zǐ、仮名転写:ムゥ・ズ 1989年1月9日- ）は中国の遼寧省撫順市出身の卓球選手。現在人民解放軍に所属している。
2006年、2007年の世界ジュニア卓球選手権の混合ダブルスを連覇した。
2009年の世界卓球選手権横浜大会では張継科とのペアで銀メダルを獲得した。
2011年の世界卓球選手権ロッテルダム大会では郝帥とのペアで銀メダルを獲得した。
2015年の世界卓球選手権蘇州大会ではシングルスで銅メダル獲得。

## 主な成績
- 2006年 アジアユース選手権ジュニアの部（北九州市） シングルスベスト4、ダブルス準優勝、団体優勝
- 2009年 ITTFプロツアーブレーメン大会ダブルス優勝
- 2009年世界卓球選手権混合ダブルス 準優勝（張継科とのペア）
- 2011年世界卓球選手権混合ダブルス 準優勝（郝帥とのペア）
- 2013年 全中国運動会卓球競技女子複優勝
- 2015年世界卓球選手権女子シングルス 3位